# Miuratjur

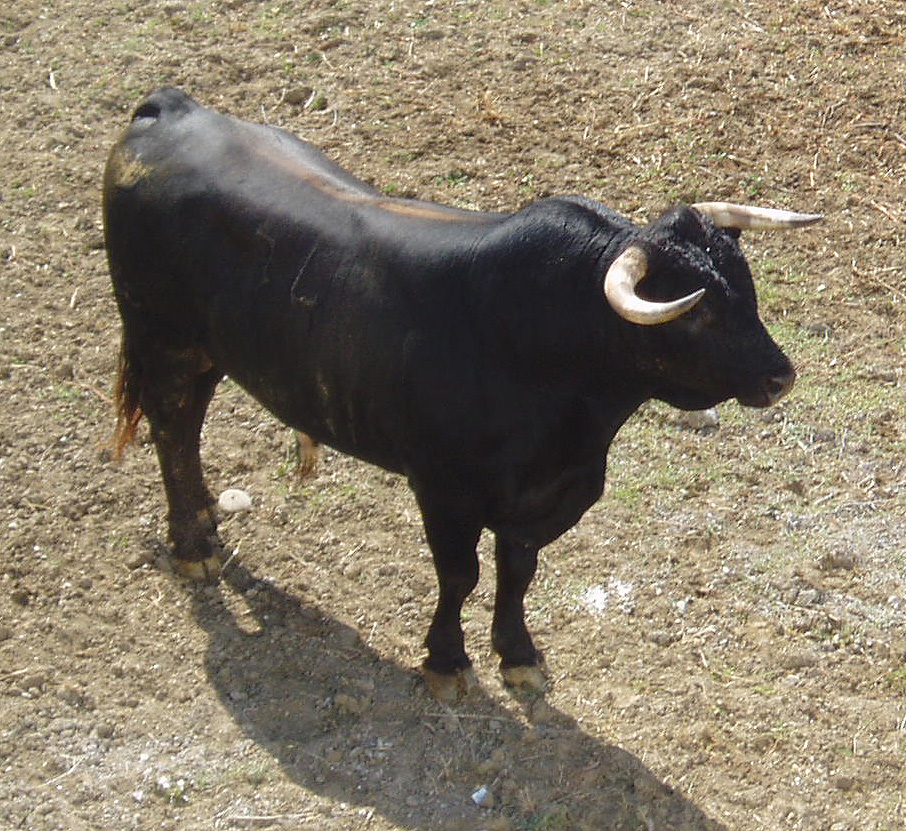
Stridstjur från Miura, här i inhägnaden intill Plaza de Toros i Estepona, Costa del Sol.

Miuratjur är en spansk stridstjur uppfödd inom Miura-linjen från tjuruppfödningsranchen i Miura (Ganadería Miura), i Sevilla, Spanien. Ranchen tillhörde ursprungligen Don Eduardo Miura Fernández, och är känd för att få fram stora tjurar som är svåra att kämpa emot. Första gången en tjur från Miura debuterade i Madrid var 30 april 1849.
Miuralinjen kan spåras tillbaka till fem historiska spanska rastjurar, nämligen Gallardo, Cabrera, Navarra, Veragua, och Vistahermosa-Parladé.
Miuraranchen ligger i egendomen Zahariche, några kilometer från byn Lora del Río, i provinsen Sevilla. Ägorna, som har tillhört Miuras sen 1842, består av mer än 600 hektar, och flera hundra tjurar, oxar, kor och kalvar går på området. Uppfödningen sysselsätter 12 personer, inklusive åtta andalusiska vaqueros. Ranchen styrs för närvarande av Eduardo och Miura, söner till framlidne Don Eduardo.
Mjuralinjen skapades 1842 av Juan Miura, genom korsning av 220 Gil de Herrera-kor, och 200 José Luis Alvareda-kor och tjurar. Alla kom från Gallardofamiljen i El Puerto de Santa María. 1850 ökades rasen på med Cabrera-linjen genom kor från Jerónima Núñez de Prado, och två  tjurar från Vistahermosa fördes in. Tjurfäktaren Rafael Molina Sánchez donerade en Navarrotjur, och hertigen av Veragua bidrog med en castaño ojinegro (svartögd och kastanjefärgad). In i aveln kom också en tjur från europeiske tjuruppfödaren Conde de la Corte, och en tjur vid namn "Bandillero", tillhörig markisen av Tamarón.

## Rykte

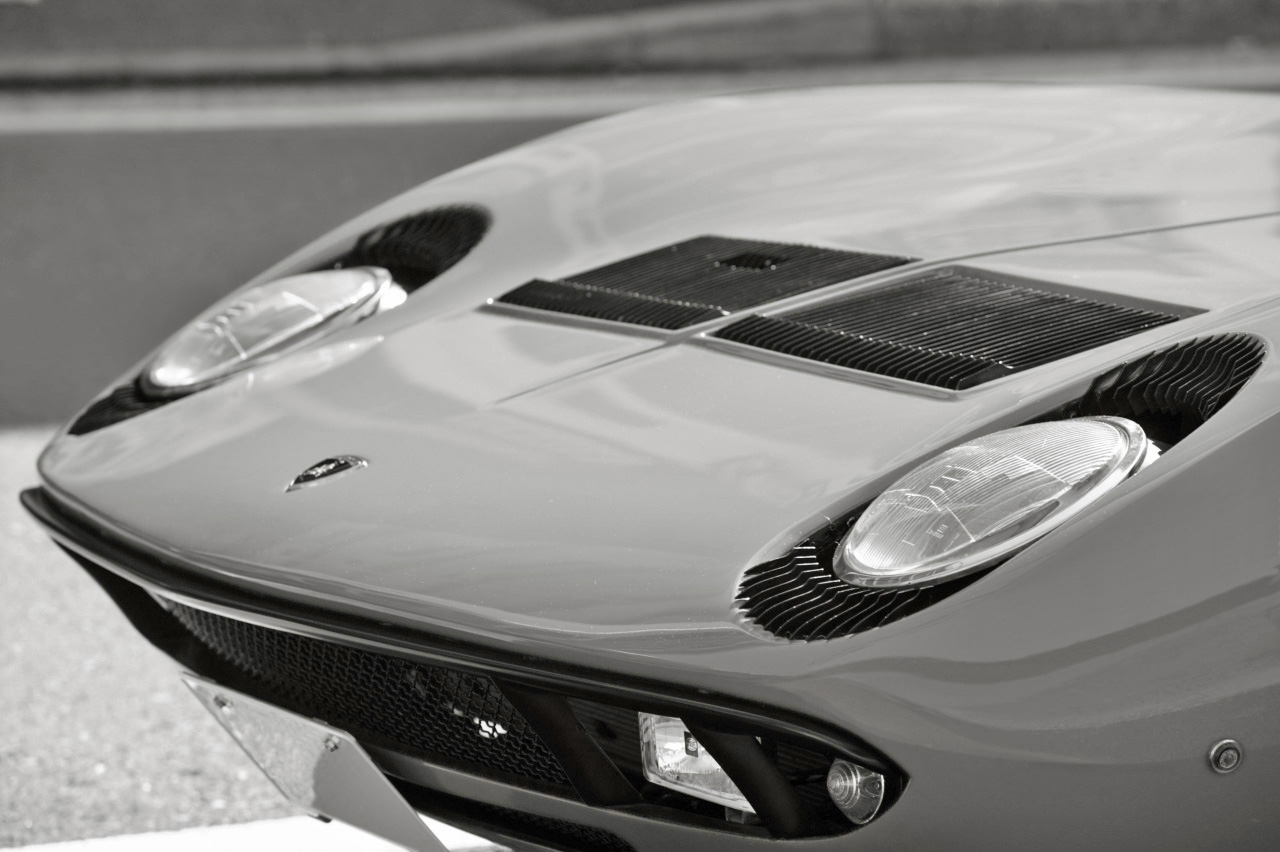
Miuratjurarna imponerade så på den italienske magnaten och biltillverkaren Ferruccio Lamborghini att han uppkallade en bil efter ranchen.

I sin bok Döden på eftermiddagen, skrev Ernest Hemingway
| ” | Det finns vissa tjurar som har en framträdande förmåga att lära av det som pågår på arenan ... snabbare än den verkliga striden utvecklas vilket gör det allt svårare minut för minut att kontrollera dem ... dessa tjurar föds upp av Don Eduardo Miuras son från en gammal stridstjursras ... | „ |

Miuratjurarna har ett rykte om sig att vara stora, stridslystna och sluga. Det sägs var särskilt farligt för en torero att vända ryggen mot en Miuratjur. Miuratjurar har sagts vara individualister, varje tjur tycks ha en egen stark karaktär.
Namnet Miura är mest känt utanför tjurfäktningens värld tack vare Ferruccio Lamborghini sportbilar, Lamborghini, och de klassiska Miurabilarna. Ett antal Lamborghinibilar har fått namn efter Miuratjurar och tjurfäktning i allmänhet. Det var ett besök vid Miuraranchen som inspirerade Ferruccio Lamborghini, själv född i stjärntecknet Tjuren (egentligen "Oxen" i svenskan), att göra tjuren till en symbol för hans industriimperium.

## Berömda tjurar
- Murciélago (”Fladdermusen”) överlevde 24 stötar av piccadoren den 5 oktober 1879 i en strid mot Rafael "El Lagartijo" Molina Sanchez, vid Coso de los califas tjurfäktningsarena i Cordoba, Spanien. Murciélago kämpade med en sådan vilja och energi att publiken bad att tjuren skulle benådas, en ära som skänktes honom. Tjuren, som kom från Joaquin del Val di Navarras ranch, gavs sedan som gåva till Don Antonio Miura, Don Eduardos bror. Antonio Miura korsade tjuren med 70 kor från Miura. Nästan alla tjurar från Miura som liknar Murciélago kommer från den nämnda korsningen.[6] Bilen Lamborghini Murciélago är uppkallad till ära efter denna tjur.
- Reventón, som fötts upp av Don Heriberto Rodríguez, dödade tjurfäktaren Félix Guzmán i Mexiko 1943. 2007 tillverkade Lamborghini en mycket begränsad version av sin bil till tjurens ära -  Lamborghini Reventon.
- Islero stångade och dödade den kände tjurfäktaren Manolete den 28 augusti 1947. Islero hade dålig syn och tenderade till att stöta med sitt högra horn.[7] Han var den femte tjuren på eftermiddagen, och Manoletes andra, vid en tjurfäktning i staden Linares i provinsen Jaén, Andalusien, Spanien. Tjurens ”manager” bad Manolete att göra slut på honom snabbt. När matadoren sträckte sig över tjurens horn, och begravde svärdet upp till fästet, kastade Islero till med högra hornet och skadade Manolete i ljumsken, varvid femoralartären skadades. Manolete fördes snabbt till sjukhuset, men han dog på operationsbordet samma kväll. Lamborghini uppkallade bilen Islero 2+2 GT efter tjuren.